# Орхіт
Орхіт (грец. ὄρχις — «яєчко») — запалення одного або двох яєчок. Якщо орхіт перебігає разом із запаленням придатку яєчка, тоді це називають орхоепідидимітом.

## Класифікація
За клінічним перебігом:
- Гострий
- Хронічний
- Рецидивний

За патомофологічними змінами тканин:
- серозний
- гнійний
- атрофічний

## Етіологія
Орхіт, як правило, є ускладненням інфекційних та запальних захворювань, у тому числі сечостатевої системи. Певне значення мають травма, фізичні навантаження, зниження імунітету, переохолодження. Збудники в яєчко проникає гематогенним шляхом. Часто орхіт розвивається разом з іншими ураженнями відділів сечостатевої системи — уретритом, простатитом, везикулітом, калікулітом. Іноді він є результатом поширення запалення з уретри, передміхурової залози, сім'яного горбка (калікули) тощо.
Причини виникнення орхіту:
- Банальне переохолодження
- Інфекційні захворювання:
  - епідемічний паротит, туберкульоз, бруцельоз тощо.
  - ті, що передаються статевим шляхом — хламідіоз, гонорея, уреаплазмоз, трихомоніаз, урогенітальний мікоплазмоз тощо.
- Травми яєчок і пахової ділянки. Також хірургічні операції в паховій зоні.
- Застійні явища в області малого тазу. Нерегулярне статеве життя. Часта зміна статевих партнерів.
- Сидяча робота. Малорухливий спосіб життя. Відсутність регулярних фізичних навантажень.
- Нераціональне харчування і як наслідок авітаміноз. Надмірна вага.
- Тривале знаходження катетера в сечоводі
- Пухлини калитки та яєчка (гранульматоз,…)
- та інші.

## Клінічні прояви
Подібні до тих, що є при перекруті яєчок. Вони можуть включати:
- Видимий набряк яєчка або яєчок і часто пахових лімфатичних вузлів на ураженій стороні.
- Сильний біль у збільшеному яєчку.
- Гематоспермію (кров у спермі)
- Гематурію (кров у сечі)

## Діагностика орхіту
Консультація лікаря-уролога.
Лабораторні методи дослідження:
- мікроскопічне дослідження виділень з уретри (мазок з уретри);
- загальний аналіз сечі;
- посів сечі і визначення чутливості до антибіотиків;
- посів еякулята і визначення чутливості до антибіотиків;
- загальний аналіз крові.

Інструментальне дослідження: УЗД калитки.